# Cuatto Giaveno Volley
Cuatto Giaveno Volley – żeński klub siatkarski z Włoch, założony w 1968 r. w Giaveno. W sezonie 2012/13 drużyna występowała w Serie A jako beniaminek.

## Kadra 2012/13
- 1.  Ashley Engle
- 2.  Giada Cecchetto
- 3.  Elisa Togut
- 4.  Tarah Murrey
- 5.  Chiara Dall'Ora
- 6.  Maret Grothues
- 7.  Laura Saccomani
- 8.  Michela Molinengo
- 9.  Melissa Donà
- 10. Giulia Pincerato
- 11. Nicoletta Luciani
- 12. Berit Kauffeldt
- 14. Ludovica Dalia
- 15. Jana Senková
- 17. Ilaria Demichelis